# Zuider Drachten
Zuider Drachten (ook wel Zuiderdrachten, in het Fries Suder Drachten of Suderdrachten) was een dorp in de Nederlandse provincie Friesland aan de oostzijde van het riviertje de Drait. Het is na de aanleg van de Drachtster Compagnonsvaart met Noorder Drachten uitgegroeid tot Drachten.
Officiële straatnamen kende men niet. Huizen en winkels werden aangeduid met nummers. Tot omstreeks 1840 werd gesproken van Noorder- en Zuiderdrachten. Dat veranderde toen in 1856 de woningen werden ingedeeld in wijken met letter en nummer. Pas toen was er sprake van 'Dragten', een schrijfwijze die later weer is veranderd in Drachten.
Het boerendorp Zuider Drachten dankt zijn naam mogelijk aan de Drait, in 1543 nog Dracht genaamd. Aangenomen wordt dat Noorder en Zuider Drachten rond 1150 zijn ontstaan. Tot 1667 vormden Noorder en Zuider Drachten een kerkelijke combinatie met Boornbergum en Kortehemmen. Toen beide dorpen te groot werden, kwam er één predikant voor de twee Drachtens.
Op de plaats van de oude kerk van Zuider Drachten is rond 1900 de Zuiderbegraafplaats (Burgemeester Wuiteweg 85) aangelegd.